# روجر ويب
روجر ويب (بالإنجليزية: Roger Webb)‏ هو ملحن بريطاني، ولد في 7 أبريل 1934 في برستل في المملكة المتحدة، وتوفي في 19 ديسمبر 2002.

## وصلات خارجية
- روجر ويب على موقع IMDb (الإنجليزية)
- روجر ويب على موقع ميوزك برينز (الإنجليزية)
- روجر ويب على موقع ديسكوغز (الإنجليزية)